# 1960 w literaturze
Wydarzenia literackie w 1960 roku.

## Wydarzenia
- polskie
  - Rozpad poznańskiej grupy poetyckiej Wierzbak.
- zagraniczne
  - Założono czasopismo literaturoznawcze Tel Quel.
  - Powstała grupa artystyczna OuLiPo.
  - W Mediolanie ukazał się pierwszy przekład Lalki w języku włoskim.

## Nowe książki
- polskie
  - Karol Olgierd Borchardt – Znaczy Kapitan
  - Tadeusz Breza – Urząd
  - Witold Gombrowicz – Pornografia
  - Gustaw Herling-Grudziński – Skrzydła ołtarza
  - Maria Krüger – Godzina pąsowej róży
  - Józef Łobodowski – Droga powrotna (część III Trylogii ukraińskiej)
  - Igor Newerly – Leśne Morze
  - Tadeusz Różewicz – Przerwany egzamin
  - Leon Kruczkowski – Pierwszy dzień wolności
  - Jerzy Andrzejewski – Bramy raju
- zagraniczne
  - John Barth – Bakunowy faktor
  - Nicola Chiaromonte – La situazione drammatica
  - Agatha Christie – Tajemnica gwiazdkowego puddingu (The Adventure of the Christmas Pudding)
  - E.L. Doctorow – Witajcie w Ciężkich Czasach (Welcome to Hard Times)
  - Shūsaku Endō – Wulkan (Kazan)
  - Ian Fleming – For Your Eyes Only
  - Harper Lee – Zabić drozda (To Kill A Mockingbird)
  - Claude Simon – Droga przez Flandrię (La Route des Flandres)
  - Raymond Williams – Border country

## Nowe dramaty
- polskie
  - Zbigniew Herbert – Rekonstrukcja poety
  - Sławomir Mrożek – Indyk
  - Tadeusz Różewicz – Kartoteka
- zagraniczne
  - Edward Albee – Śmierć Bessie Smith (The Death of Bessie Smith)

## Nowe poezje
- polskie
  - Edward Balcerzan – Morze, pergamin i ty
  - Jarosław Marek Rymkiewicz – Człowiek z głową jastrzębia
  - Tadeusz Różewicz – Rozmowa z księciem
- zagraniczne
  - Miroslav Holub – Achillesz i żółw (Achilles a želva)
  - Sylvia Plath – The Colossus[1]
  - Ezra Pound – Thrones: 96-109 de los Cantares
  - Carl Sandburg – Pieśń wiatru (Wind Song)
  - Jan Skácel – Co zostało z anioła (Co zbylo z anděla)
  - Ted Hughes – Lupercal[2]

## Nowe prace naukowe
- zagraniczne
  - Elias Canetti – Masa i władza (Masse und Macht)
  - Hans-Georg Gadamer – Prawda i metoda (Wahrheit und Methode)
  - Graham Hough – Obraz i doświadczenie. Studia na temat literackiej rewolucji (Image and Experience. Studies in Literary Revolution)
  - Willard Van Orman Quine – Słowo i przedmiot (Word and Object)
  - Jean-Paul Sartre – Krytyka dialektycznego rozumu (Critique de la raison dialectique)

## Urodzili się
- 2 stycznia – Iwona Banach, polska pisarka i tłumaczka
- 8 stycznia – Alan Cumyn, kanadyjski pisarz
- 19 stycznia – Krzysztof Rudowski, polski prozaik i poeta
- 20 stycznia – Kij Johnson, amerykańska pisarka fantasy
- 24 stycznia – Wojciech Maziarski, polski pisarz i publicysta
- 5 lutego – Iwona Chmielewska, polska autorka i ilustratorka książek dla dzieci i dorosłych
- 12 lutego – George Elliott Clarke, kanadyjski poeta i krytyk literacki
- 17 lutego – Andrzej Ziemiański, polski pisarz science fiction
- 22 lutego – Bernat Joan, hiszpański pisarz, poeta i polityk
- 2 marca – Peter F. Hamilton, brytyjski pisarz s-f
- 8 marca – Jeffrey Eugenides, amerykański pisarz
- 13 marca
  - Jurij Andruchowycz, ukraiński pisarz
  - Natasza Goerke, polska pisarka
- 18 marca – Mariam Ciklauri, gruzińska pisarka, poetka, tłumaczka
- 20 marca – Jarosław Mikołajewski, polski poeta, eseista, tłumacz literatury włoskiej
- 28 marca – Éric-Emmanuel Schmitt, francuski pisarz
- 29 marca – Jo Nesbø, norweski pisarz
- 31 marca – Ian McDonald, brytyjski pisarz science-fiction
- 1 kwietnia – Frieda Hughes, brytyjska poetka, autorka książek dla dzieci, malarka
- 3 kwietnia – Yu Hua, chiński pisarz
- 10 kwietnia – Claudia Piñeiro, argentyńska pisarka, scenarzystka
- 12 kwietnia – Wojciech Tomczyk, polski dramaturg
- 13 kwietnia – Michel Faber, australijski pisarz
- 18 kwietnia – Hanna Kowalewska, polska prozaiczka
- 20 kwietnia – Simon Beckett, brytyjski pisarz
- 21 kwietnia – Jeannette Walls, amerykańska powieściopisarka
- 28 kwietnia
  - Peter Pišťanek, słowacki pisarz (zm. 2015)
  - Ian Rankin, szkocki pisarz
- 29 kwietnia
  - Andrew Miller, angielski powieściopisarz
  - Robert J. Sawyer, kanadyjski pisarz science fiction
- 30 kwietnia – Phyllis Christine Cast, amerykańska pisarka fantasy i romansów
- 1 maja – Anna M. Nowakowska, polska pisarka, felietonistka
- 5 maja
  - Krzysztof Bielecki, polski prozaik
  - Kaye Gibbons, amerykańska pisarka
- 21 maja – John O'Brien, amerykański pisarz (zm. 1994)
- 24 maja – Eric Brown, brytyjski pisarz s-f (zm. 2023)
- 26 maja
  - Ewa Karbowska, polska poetka i tłumaczka poezji (zm. 2025)
  - Artur Kocięcki, polski aktor i pisarz
- 27 maja
  - Juliusz Erazm Bolek, polski prozaik, poeta, felietonista
  - Sharon Bolton, brytyjska pisarka
- 28 maja – Aleś Arkusz, białoruski poeta, prozaik, eseista
- 4 czerwca
  - Corinne Hofmann, szwajcarska pisarka
  - Kristine Kathryn Rusch, amerykańska pisarka fantastyki
- 7 czerwca – Alex Kava, amerykańska pisarka thrillerów
- 13 czerwca – Leonid Kudriawcew, rosyjski pisarz fantastyki
- 3 lipca – Zbigniew Białas, polski literaturoznawca, prozaik i tłumacz
- 4 lipca – Alicja Rybałko, litewsko-polska poetka oraz tłumaczka literatury litewskiej i szwedzkiej
- 19 lipca – Paweł Kuzora, polski poeta
- 20 lipca – Prvoslav Vujčić, serbski powieściopisarz i poeta
- 27 lipca – Karol Maliszewski, poeta, prozaik, krytyk literacki
- 29 lipca – Didier Van Cauwelaert, francuski pisarz, dramaturg, scenarzysta, twórca komiksów
- 4 sierpnia – Tim Winton, australijski pisarz
- 5 sierpnia
  - David Baldacci, amerykański pisarz powieści sensacyjnych
  - Vladimír Šlechta, czeski pisarz fantastyki
- 8 sierpnia – Ralf König, niemiecki twórca komiksowy
- 11 sierpnia – Marek Pąkciński, polski literaturoznawca i pisarz
- 13 sierpnia – Joe Simpson, brytyjski alpinista i pisarz
- 15 sierpnia – Morten Harry Olsen, norweski pisarz
- 26 sierpnia – Bernard Minier, francuski pisarz
- 10 września – Alison Bechdel, amerykańska autorka komiksów
- 16 września – Mike Mignola, amerykański autor komiksów
- 17 września – Elsebeth Egholm, duńska autorka kryminałów
- 18 września
  - Hanna Cygler, polska pisarka
  - Gayle Friesen, kanadyjska pisarka
- 19 września – Oksana Zabużko, ukraińska pisarka, poetka i eseistka
- 25 września – Andrzej Stasiuk, polski pisarz i poeta
- 6 października – Krzysztof Ćwikliński, polski poeta, historyk literatury i krytyk literacki
- 12 października – Grigorij Diemidowcew, rosyjski prozaik i dramatopisarz
- 18 października – Mariusz Urbanek, polski publicysta
- 22 października – Víťo Staviarsky, słowacki prozaik
- 7 listopada – Linda Nagata, amerykańska pisarka s-f
- 10 listopada – Neil Gaiman, amerykański pisarz
- 4 grudnia – Barbara Gruszka-Zych, polska poetka
- 13 grudnia – José Eduardo Agualusa, angolski pisarz
- 14 grudnia – Wolf Haas, austriacki pisarz
- 19 grudnia – Dave Hutchinson, brytyjski autor science fiction
- 22 grudnia – Felicitas Hoppe, niemiecka pisarka
- 24 grudnia – Fuyumi Ono, japońska powieściopisarka

Data dzienna nieznana:
- William Bernhardt, amerykański pisarz thrillerów prawniczych
- Nahid Hattar, jordański pisarz (zm. 2016)
- Greg Iles, amerykański pisarz powieści sensacyjnych
- Kathe Koja, amerykańska pisarka fantastyki i horrorów
- Alecia McKenzie, jamajska pisarka
- Ioana Pârvulescu, rumuńska pisarka, tłumaczka i wykładowczyni
- Alexis Stamatis, grecki prozaik i poeta
- Małgorzata Strękowska-Zaremba, polska autorka książek dla dzieci
- Yōko Tawada, japońska pisarka tworząca po japońsku i niemiecku

## Zmarli
- 3 stycznia – Eric Philbrook Kelly, amerykański pisarz, wykładowca Uniwersytetu Jagiellońskiego (ur. 1884)
- 4 stycznia – Albert Camus, francuski pisarz (ur. 1913)
- 6 stycznia – Nima Yooshij, irański poeta (ur. 1895)
- 12 stycznia – Nevil Shute, angielski i australijski powieściopisarz (ur. 1899)
- 18 lutego – Per Hallström, szwedzki pisarz, dramaturg, poeta (ur. 1866)
- 21 lutego – Walter D’Arcy Cresswell, nowozelandzki poeta (ur. 1896)
- 28 lutego – Frank Stuart Flint, angielski poeta, tłumacz i krytyk literacki (zm. 1885)
- 20 maja – Audrey Wurdemann, amerykańska poetka (ur. 1911)
- 30 maja – Boris Pasternak, rosyjski pisarz (ur. 1890)
- 31 maja – Willem Elsschot, flamandzki pisarz i poeta (ur. 1882)
- 17 czerwca – Pierre Reverdy, francuski pisarz (ur. 1889)
- 13 lipca – Joy Davidman, amerykańska poetka i pisarka (ur. 1915)
- 16 lipca – John P. Marquand, amerykański pisarz (ur. 1893)
- 26 lipca – Harald Beyer, norweski historyk literatury (ur. 1891)
- 27 lipca – Ethel Lilian Voynich, brytyjska pisarka i muzyczka (ur. 1864)
- 29 sierpnia
  - Vicki Baum, austriacka pisarka i harfistka (ur. 1888)
  - David Diop, senegalski poeta (ur. 1927)
- 14 października – Sigurd Hoel, norweski pisarz i wydawca (ur. 1890)
- 24 listopada – Ferdynand Goetel, polski pisarz, publicysta i dramatopisarz (ur. 1890)
- 28 listopada – Richard Wright, amerykański pisarz (ur. 1908)
- 27 grudnia – Janina Mortkowiczowa, polska tłumaczka i wydawca (ur. 1875)

## Nagrody
- Nagroda Nobla – Saint-John Perse
- Georg-Büchner-Preis – Paul Celan
- Premio Nadal – Ramiro Pinilla za Ciegas hormigas
- Nagroda Goncourtów – Vintila Horia za Dieu est né en exil
- Nagroda Renaudot – Alfred Kern za Le Bonheur fragile
- Prix Femina – Louise Bellocq za La Porte retombée
- Prix des Deux Magots – Bernard Landry za Aide-mémoire pour Cécile
- Nagroda Pulitzera (poezja) – W.D. Snodgrass(inne języki) za Heart's Needle